# Ricarda Haaser
Ricarda Haaser (* 10. September 1993 in Innsbruck) ist eine österreichische Skirennläuferin. Sie gehört dem A-Kader des Österreichischen Skiverbandes an und startet momentan in allen Disziplinen außer dem Slalom. Ihr jüngerer Bruder Raphael Haaser ist ebenfalls aktiver Skirennläufer.

## Biografie
Nach Volks- und Hauptschule in Maurach am Achensee besuchte Haaser  das Skigymnasium in Saalfelden. Erste Erfolge auf nationaler Ebene erzielte sie in den Jahren 2006 und 2008, als sie insgesamt fünfmal Österreichische Schülermeisterin wurde.  Nach Erreichen des Alterslimits nahm Haaser im Winter 2008/2009 erstmals an FIS-Rennen teil. Beim European Youth Olympic Festival 2009 in Szczyrk wurde sie Zehnte im Riesenslalom. Nach ihrer Aufnahme in den Nachwuchskader des Österreichischen Skiverbandes folgte im Jänner 2010 der erste Sieg in einem FIS-Rennen bei einer Super-Kombination in Haus im Ennstal. Im selben Monat gewann sie ihren ersten von bisher drei österreichischen Jugendmeistertiteln und im März 2010 siegte sie mit vier Schulkolleginnen bei den Schul-Weltmeisterschaften in Folgaria.
Im Winter 2010/2011 kam Haaser zu ihren ersten Einsätzen im Europacup, bei denen sie einmal in die Punkteränge fuhr. Nach ihrer Aufnahme in den ÖSV-B-Kader bestritt sie 2011/12 ihre erste volle Europacupsaison. Sie konnte ihre Ergebnisse nach anfänglichen Platzierungen teilweise außerhalb der Punkteränge gegen Saisonende verbessern und erreichte am 14. Februar 2012 mit dem zweiten Platz in der Super-Kombination am Sella Nevea ihren ersten Podestplatz, womit sie sich auch den zweiten Rang in der Disziplinenwertung sicherte. Bei ihrer ersten Teilnahme an Juniorenweltmeisterschaften 2012 in Roccaraso belegte Haaser den zwölften Platz im Super-G und mit ihren Teamkollegen den vierten Rang im erstmals ausgetragenen Mannschaftswettbewerb. In Slalom und Riesenslalom schied sie aus.
Nach einer wenig erfolgreichen Saison 2013/14 gelangen ihr zu Beginn des Winters 2014/15 zwei Podestplätze in Europacuprennen. Am 6. und 7. Jänner 2015 konnte sie in den Riesenslaloms von Zinal ihre ersten beiden Europacup-Siege feiern. Nach einem weiteren Sieg in Innichen zog sie sich am 13. Februar beim Slalomtraining einen Knöchelbruch im rechten Fuß zu, womit die Saison vorzeitig beendet war. Dennoch konnte sie sich den ersten Platz in der Europacup-Gesamtwertung und in der Riesenslalomwertung sichern, da es keiner Konkurrentin mehr gelang, noch zu ihr aufzuschließen.

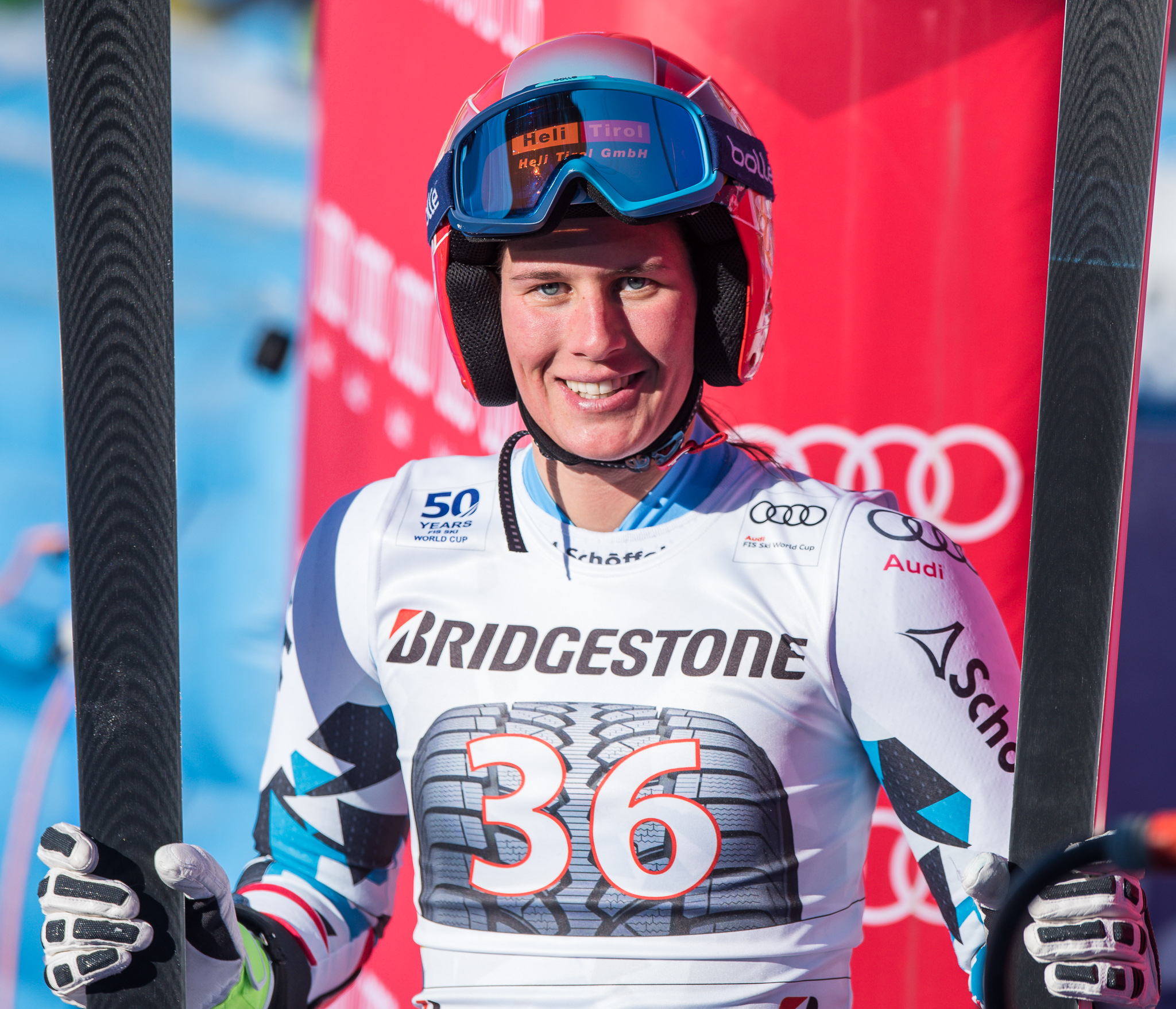
Ricarda Haaser (2017)

Die ersten Weltcuppunkte gewann Haaser am 27. November 2015 als 24. des Riesenslaloms von Aspen. Ihr bisher bestes Ergebnis erzielte sie am 13. März 2016 mit Platz 10 in der Kombination von Lenzerheide. In der nächsten Saison konnte sie dieses Resultat im Riesenslalom am Semmering und in Abfahrt und Super-G von Garmisch-Partenkirchen egalisieren. Im Februar 2017 nahm Haaser in St. Moritz erstmals an Weltmeisterschaften teil und belegte Rang neun in der Kombination. Im Mannschaftswettbewerb kam sie nicht zum Einsatz. Bei den Olympischen Winterspielen 2018 in Pyeongchang ging sie im Riesenslalom an den Start und erreichte Rang 17. Nachdem eine ihrer Äußerungen nach dem Rennen als schwulenfeindlich kritisiert worden war, sah sie sich zu einer öffentlichen Entschuldigung genötigt.
Bei den Weltmeisterschaften 2023 in Méribel gewann Haaser überraschend in der Kombination die Bronzemedaille, ihrem Bruder gelang 24 Stunden später dasselbe.
Nach mehreren Top-Ten-Platzierungen verletzte sie sich bei der Weltmeisterschaft in Saalbach-Hinterglemm am 6. Februar 2025 im Super-G schwer. Sie erlitt unter anderem einen Kreuzband- und Innenmeniskusriss und fällt damit zumindest für die restliche Saison aus.

## Erfolge

### Olympische Spiele
- Pyeongchang 2018: 13. Alpine Kombination, 17. Riesenslalom

### Weltmeisterschaften
- St. Moritz 2017: 9. Alpine Kombination
- Åre 2019: 15. Riesenslalom
- Méribel 2023: 3. Alpine Kombination, 21. Parallelrennen

### Weltcup
- 21 Platzierungen unter den besten zehn

### Weltcupwertungen
| Saison  | Gesamt | Gesamt | Abfahrt | Abfahrt | Super-G | Super-G | Riesenslalom | Riesenslalom | Slalom | Slalom | Kombination | Kombination | Parallel | Parallel |
| Saison  | Platz  | Punkte | Platz   | Punkte  | Platz   | Punkte  | Platz        | Punkte       | Platz  | Punkte | Platz       | Punkte      | Platz    | Punkte   |
| ------- | ------ | ------ | ------- | ------- | ------- | ------- | ------------ | ------------ | ------ | ------ | ----------- | ----------- | -------- | -------- |
| 2015/16 | 80.    | 57     | –       | –       | 46.     | 6       | 49.          | 7            | –      | –      | 19.         | 44          | –        | –        |
| 2016/17 | 31.    | 275    | 35.     | 36      | 18.     | 95      | 27.          | 69           | 33.    | 30     | 14.         | 45          | –        | –        |
| 2017/18 | 31.    | 283    | –       | –       | 27.     | 63      | 14.          | 146          | 30.    | 45     | 18.         | 29          | –        | –        |
| 2018/19 | 24.    | 326    | 20.     | 116     | 41.     | 12      | 10.          | 176          | –      | –      | 12.         | 22          | –        | –        |
| 2019/20 | 64.    | 90     | 41.     | 18      | 38.     | 25      | 30.          | 27           | –      | –      | 23.         | 20          | –        | –        |
| 2020/21 | 31.    | 207    | 28.     | 51      | 15.     | 97      | 23.          | 58           | –      | –      | –           | –           | 30.      | 1        |
| 2021/22 | 48.    | 166    | 49.     | 1       | 38.     | 38      | 15.          | 127          | –      | –      | –           | –           | –        | –        |
| 2022/23 | 48.    | 160    | –       | –       | 40.     | 22      | 15.          | 138          | –      | –      | –           | –           | –        | –        |
| 2023/24 | 49.    | 123    | 45.     | 6       | 38.     | 27      | 24.          | 90           | –      | –      | –           | –           | –        | –        |

### Europacup
- Saison 2011/12: 2. Kombinationswertung
- Saison 2014/15: 1. Gesamtwertung, 1. Riesenslalomwertung
- Saison 2015/16: 4. Riesenslalomwertung
- 9 Podestplätze, davon 4 Siege:

| Datum           | Ort       | Land    | Disziplin    |
| --------------- | --------- | ------- | ------------ |
| 6. Jänner 2015  | Zinal     | Schweiz | Riesenslalom |
| 7. Jänner 2015  | Zinal     | Schweiz | Riesenslalom |
| 4. Februar 2015 | Innichen  | Italien | Riesenslalom |
| 15. März 2016   | La Molina | Spanien | Riesenslalom |

### Juniorenweltmeisterschaften
- Roccaraso 2012: 4. Team, 12. Super-G

### Weitere Erfolge
- 3 österreichische Meistertitel (Riesenslalom 2016, Kombination 2017, Super-G 2018)
- dreifache Österreichische Jugendmeisterin
- 3 Podestplätze im Australia New Zealand Cup, davon 1 Sieg
- 7 Siege in FIS-Rennen